# Народ повітря (серія)
“Народ повітря” – це янґ-едалт фентезі-серія книжок за авторством Голлі Блек, що видається в Україні видавництвом Vivat. Історія розповідає про смертну дівчину Джуд Дуарте, яка з дитинства живе в світі фейрі та намагається досягти там висот попри своє людське походження. Цей цикл – бестселер New York Times.

## Серія
“Жорстокий принц” – перша книжка серії. Вона розповідає про Джуд Дуарте, смертну дівчину, яка живе в Ельфгеймі, світі фейрі. Опинившися проти власної волі в Ельфгеймі, Джуд мусить адаптуватися до життя поруч із могутніми створіннями з глибокою зневагою до людей та схильністю до жорстоких насолод, водночас із тим, як вона намагається зрозуміти свої почуття до принца фейрі – Кардана Ґрінбраєра.
“Лихий король” –  друга книжка серії. Вона продовжує історію Джуд, яка отримала нові владу та положення в світі фейрі, та посадженого на трон Кардана. Ці двоє закохуються одне в одного посеред скандалів, політичних інтриг і змов.
“Королева порожнечі” – третя книжка серії. Вона розповідає про те, як Джуд і Кардан зіштовхуються не тільки з Мадоком, який жадає влади й місця на троні, а й із глибиною своєї любові одне до одного.
“Як король Ельфгейму зненавидів оповідки” – це додаткова новела, яка зосереджується на перспективі Кардана.

## "Жорстокий принц"

### Опис
Граційні й величні фейрі — неземні створіння, прекрасні й довершені, як смертоносний меч тонкої роботи. Та водночас вони підступні й жорстокі, особливо до людського роду. Джуд знає про це, бо один з них посиротив її з сестрами й відвіз до Краю Фейрі. Вона — смертна, яка протягом десяти років зростала під опікою вбивці у суспільстві, де людей зневажають і ненавидять. Дівчина ладна на все, щоб знайти своє місце під сонцем. Навіть протистояти цькуванню юних фейрі під проводом принца Кардана. Коли план Джуд провалюється, інший нащадок короля пропонує їй захист напередодні змін у Краю Фейрі, але не задарма. От-от спалахне полум’я палацового перевороту — і саме вона опиняється в центрі зрад та інтриг. На карту поставлено долю не тільки Джуд та її сестер, а й усього Краю Фейрі. Велика гра королів і принців, королев і корон починається.

## "Лихий король"

### Опис
Джуд перетворила розбещеного й байдужого принца Кардана на маріонетку у своїх руках. Тепер, коли він став правителем, маніпуляторка контролює всі його вчинки і стоїть за кожним його рішенням. Одначе Джуд балансує на тонкій кризі, щомиті ризикуючи власною головою. А тим часом народ Краю Фейрі розпочав гру, яка обернулася серйозною небезпекою для Джуд і Кардана. Дівчина не має ані друзів, ані прибічників. Безжальне лезо смертоносного клинка вже нависло над її шиєю. Та найболючішим ударом для Джуд стало розчарування, яке приніс їй Кардан: жорстокий принц перетворився на лихого короля. Ніхто у Краю Фейрі, навіть сама Джуд, не здогадується, чого їм чекати від його правління…

## "Королева порожнечі"

### Опис
Владу завжди легше захопити, ніж утримати. Джуд засвоїла цей урок, звільнивши з-під свого контролю короля Кардана й наділивши його всевладністю. Тепер, ставши смертною правителькою Фейрі у вигнанні, Джуд залишається безсилою і спохвачується лише після зради Кардана. Вона вичікує, рішучо налаштована повернути собі все, що він у неї забрав. Утілення задуму прискорює її близнючка Терін, чиє життя опинилося в небезпеці. Щоб урятувати сестру, Джуд має ризикнути, повернувшись до зрадливого Двору Фейрі. От тільки Ельфгейм не такий, яким вона його залишила. На волю виривається заснуле, та все ж потужне прокляття, краєм шириться паніка, що змушує Джуд обирати між честолюбністю і людським єством… 

## "Як король Ельфгейму зненавидів оповідки"
Ця книжка – це збірка коротких історій, об’єднаних у дев’ять щедро проілюстрованих розділів. Ці розділи включають у себе історії з раннього дитинства Кардана, що відбувалися до подій основної трилогії; історії, що відбувалися протягом трилогії, розказані з Карданової точки зору; а також історії, події яких розгортаються після “Королеви порожнечі”.

### Опис
Як воно – бути королем Ельфгейму, жахливим, сяйливим і могутнім? Мати за королеву смертну дівчину, яка тільки й прагне, що битися з монстрами та втрапляти в халепи? Як воно – зростати жорстоким принцом, нелюбим, зрадженим і самотнім? Закохуватися в смертну дівчину, яка дивиться на тебе з ненавистю? Коли маленький Кардан знайомиться з тролихою Аслоґ, він ще не знає відповідей на ці запитання.
Однак Аслоґ розповідає йому історію, яка тавром лягає на його серце. Юний принц навчився бути жахливим, щоб захистити себе, та навіть найміцніші стіни можна зруйнувати. Край Фейрі просочено плетивом зі слів і магії, і Карданові ще належить переконатися, що будь яка оповідка мусить коритися волі оповідача, а минуле наздоганяє і найлукавіших із Народу.

## Персонажі
- Джуд Дуарте: сестра-близнючка Терін, сестра по матері Віві, прийомна донька Мадока, прийомна сестра Дуба
- Кардан Ґрінбраєр: принц Ельфгейму, син Аші й Елдреда, брат по батьку Бейлкіна, Еловін, Даїна, Рії та Келії
- Мадок: генерал Верховного короля Ельфгейму, батько Віві, прийомний батько Джуд, Терін і Дуба, чоловік Оріани
- Терін Дуарте: сестра-близнючка Джуд, сестра по матері Віві, прийомна донька Мадока, прийомна сестра Дуба
- Вів’єн "Віві" Дуарте: сестра по матері Джуд і Терін, прийомна сестра Дуба, дівчина Гезер
- Оріана: дружина Мадока, мати Дуба
- Дуб: син Оріани та Мадока, прийомний брат Джуд, Терін і Віві
- Лок: друг Кардана, Валеріана та Нікасії, син Ліріопе
- Нікасія: принцеса Підмор’я, донька Орла, колишня Кардана
- Бейлкін Ґрінбраєр: старший син Елдреда, брат по батьку Еловін, Даїна, Рії, Келії та Кардана
- Орла: королева Підмор’я, мати Нікасії
- Тарган: член Двору Тіней, шпигун Даїна та експерт по крадіжкам
- Бомба: членкиня Двору Тіней, шпигунка Даїна та експертка по вибухівці
- Привид: член Двору Тіней, шпигун Даїна та експерт по стрільбі
- Гезер: смертна дівчина Віві
- Даїн Ґрінбраєр: син Елдреда, брат по батьку Бейлкіна, Еловін, Рії, Келії та Кардана
- Леді Аша: мати Кардана
- Валеріан: друг Кардана, Лока та Нікасії

## Всесвіт
Протягом циклу з’являються персонажі минулої трилогії Блек, “Сучасні казки”, а також персонажі її роману “Найтемніша частина лісу”, що вказує на те, що їхні події відбуваються в тому ж усесвіті, що й події серії “Народ повітря”. Події нової книжки Голлі Блек, “Викрадений спадкоємець”, також відбуваються в Ельфгеймі. Ця книжка – перша частина дилогії, чия друга частина, “Трон в’язня”, ще не вийшла.

## Екранізація
У червні 2017 було анонсовано, що за романом “Жорстокий принц” буде знято фільм. Екранізацією займуться студія Universal Pictures і Майкл Де Лука.